# 2017-es Australian Open
A 2017-es Australian Open az év első Grand Slam-tornája, amelyet 2017. január 16–29. között 105. alkalommal rendeznek meg a Melbourne-ben található Melbourne Parkban. A tornát férfi és női egyes, páros és vegyes páros; junior fiú és lány egyes és páros; szenior férfi és női egyes és páros, valamint kerekesszékes férfi és női egyes és páros kategóriákban rendezik. Emellett meghívásos alapon a teniszlegendák számára is rendeznek férfi és női páros mérkőzéseket. A torna szponzora a korábbi évekhez hasonlóan a Kia Motors.
A magyar résztvevők közül a junior fiúk versenyét Piros Zsombor nyerte, ezzel Kapros Anikó 2000-ben szerzett lány győzelme után az első junior korosztályos magyar fiú teniszező lett, aki nyert az Australian Openen.
A női egyéni versenyt Serena Williams nyerte, miután testvérét, Venust 6–4, 6–4 arányban legyőzte.
A férfi egyéni versenyen Roger Federer ötödször lett bajnok az Australian Openen, ezzel megszerezte 18. Grand Slam-tornagyőzelmét, miután a döntőben 6–4, 3–6, 6–1, 3–6, 6–3 arányban legyőzte Rafael Nadalt.

## Világranglistapontok
A versenyen az elért eredménytől függően a világranglista állásába beszámító alábbi pontok szerezhetők.
| Eredmény           | Férfi egyes | Férfi páros | Női egyes | Női páros |
| ------------------ | ----------- | ----------- | --------- | --------- |
| Győzelem           | 2000        | 2000        | 2000      | 2000      |
| Döntő              | 1200        | 1200        | 1300      | 1300      |
| Elődöntő           | 720         | 720         | 780       | 780       |
| Negyeddöntő        | 360         | 360         | 430       | 430       |
| 16 között          | 180         | 180         | 240       | 240       |
| 32 között          | 90          | 90          | 130       | 130       |
| 64 között          | 45          | 0           | 70        | 10        |
| 128 között         | 10          | –           | 10        | –         |
| Főtáblára jutás    | 25          | 25          | 40        | –         |
| Selejtező (3. kör) | 16          | –           | 30        | –         |
| Selejtező (2. kör) | 8           | –           | 20        | –         |
| Selejtező (1. kör) | 0           | –           | 2         | –         |

## Pénzdíjazás
A torna összdíjazása 50 millió ausztrál dollár, amely 14%-kal magasabb a 2016. évinél. Az alábbiakban szintén ausztrál dollárban olvashatóak az összegek, párosnál feleződik az egy főre jutó díjazás.
| Eredmény           | Egyes*      | Páros**                   | Vegyes páros**            |
| Győzelem           | 3 800 000 $ | 650 000 $                 | 150 500 $                 |
| Döntő              | 1 900 000 $ | 325 000 $                 | 75 500 $                  |
| Elődöntő           | 900 000 $   | 160 500 $                 | 37 500 $                  |
| Negyeddöntő        | 440 000 $   | 80 000 $                  | 18 750 $                  |
| 16 között          | 220 000 $   | 40 000 $                  | 9000 $                    |
| 32 között          | 130 000 $   | 23 000 $                  | 4500 $                    |
| 64 között          | 80 000 $    | 14 800 $                  | –                         |
| 128 között         | 50 000 $    | –                         | –                         |
| Selejtező (döntő)  | 25 000 $    | *Nemenként **Csapatonként | *Nemenként **Csapatonként |
| Selejtező (2. kör) | 12 500 $    | *Nemenként **Csapatonként | *Nemenként **Csapatonként |
| Selejtező (1. kör) | 6250 $      | *Nemenként **Csapatonként | *Nemenként **Csapatonként |

## Döntők

### Férfi egyes
- Roger Federer– Rafael Nadal, 6–4, 3–6, 6–1, 3–6, 6–3

### Női egyes
- Serena Williams– Venus Williams, 6–4, 6–4

### Férfi páros
- Henri Kontinen /  John Peers– Bob Bryan /  Mike Bryan, 7–5, 7–5

### Női páros
- Bethanie Mattek-Sands /  Lucie Šafářová– Andrea Hlaváčková /  Peng Suaj, 6–7(4), 6–3, 6–3

### Vegyes páros
- Abigail Spears /  Juan Sebastian Cabal– Szánija Mirza /  Ivan Dodig, 6–2, 6–4

### Juniorok

#### Fiú egyéni
- Piros Zsombor– Yishai Oliel, 4–6, 6–4, 6–3

#### Lány egyéni
- Marta Kosztyuk– Rebeka Masarova, 7–5, 1–6, 6–4

#### Fiú páros
- Hsu Yu-hsiou /  Csao Ling-hszi– Finn Reynolds /  Duarte Vale, 6–7(8), 6–4, [10–5]

#### Lány páros
- Bianca Andreescu /  Carson Branstine– Maja Chwalińska /  Iga Świątek, 6–1, 7–6(4)